# Emoia campbelli
Espèce
Statut de conservation UICN

 EN B1ab(iii) : En danger
Emoia campbelli est une espèce de sauriens de la famille des Scincidae.

## Répartition
Cette espèce est endémique de Viti Levu aux Fidji.

## Étymologie
Cette espèce est nommée en l'honneur du géologue John Campbell qui a recueilli l'holotype.

## Publication originale
- Brown & Gibbons, 1986 : Species of the Emoia samoensis group of lizards (Scincidae) in the Fiji Islands, with descriptions of two new species. Proceedings of the California Academy of Sciences, sér. 4, vol. 44, no 4, p. 41-53 (texte intégral).